# ليندا مارش
ليندا مارش (بالإنجليزية: Linda Marsh)‏ هي ممثلة أمريكية، ولدت في 8 فبراير 1939 بنيويورك في الولايات المتحدة.

## وصلات خارجية
- ليندا مارش على موقع IMDb (الإنجليزية)
- ليندا مارش على موقع قاعدة بيانات برودواي على الإنترنت (الإنجليزية)
- ليندا مارش على موقع ديسكوغز (الإنجليزية)
- ليندا مارش على موقع قاعدة بيانات الفيلم (الإنجليزية)